# 182591 Mocescobedo
182591 Mocescobedo este o planetă minoră (asteroid) din centura de asteroizi. A fost descoperită pe 14 octombrie 2001 la Observatorul Apache Point de Sloan Digital Sky Survey. 
Obiectul prezintă o orbită caracterizată de o semiaxă mare de 2,7087829204354 UAi, o excentricitate de 0,056879484391424, o înclinație de 4,8615502950556 ° în raport cu ecliptica.